# Адміністративний устрій Чернівецького району (Вінницька область)
Адміністративний устрій Чернівецького району — адміністративно-територіальний поділ Чернівецького району Вінницької області на 1 селищну та на 13 сільських рад, які об'єднують 39 населених пунктів Адміністративний центр — смт Чернівці.

## Список радЧернівецького району
| №  | Назва                       | Центр           | Населені пункти                                                                                    | Площа км² | Місце за площею | Населення (2001), чол. | Місце за населенням |
| -- | --------------------------- | --------------- | -------------------------------------------------------------------------------------------------- | --------- | --------------- | ---------------------- | ------------------- |
| 1  | Чернівецька селищна рада    | смт Чернівці    | смт Чернівці с. Йосипівка                                                                          |           |                 |                        |                     |
| 2  | Бабчинецька сільська рада   | с. Бабчинці     | с. Бабчинці с. Вазлуївка с. Гамулівка с. Майорщина с. Нове Життя                                   | 11,321    |                 | 3293                   |                     |
| 3  | Березівська сільська рада   | с. Березівка    | с. Березівка с. Лужок                                                                              |           |                 |                        |                     |
| 4  | Білянська сільська рада     | с. Біляни       | с. Біляни                                                                                          | 41,37     |                 | 1818                   |                     |
| 5  | Борівська сільська рада     | с. Борівка      | с. Борівка с-ще Степок с-ще Трактове                                                               |           |                 |                        |                     |
| 6  | Вило-Ярузька сільська рада  | с. Вила-Ярузькі | с. Вила-Ярузькі с. Букатинка                                                                       |           |                 |                        |                     |
| 7  | Володієвецька сільська рада | с. Володіївці   | с. Володіївці с. Пелинівка с-ще Ясне                                                               |           |                 |                        |                     |
| 8  | Гонтівська сільська рада    | с. Гонтівка     | с. Гонтівка с. Вишневе с. Камінське с. Котлубаївка                                                 |           |                 |                        |                     |
| 9  | Лозівська сільська рада     | с. Лозове       | с. Лозове с. Коси с. Скалопіль                                                                     |           |                 |                        |                     |
| 10 | Мазурівська сільська рада   | с. Мазурівка    | с. Мазурівка с. Абрамівська Долина с. Весняне с. Грабовець с. Ромашка с-ще Скорячий Яр с-ще Туліїв |           |                 |                        |                     |
| 11 | Моївська сільська рада      | с. Моївка       | с. Моївка с-ще Степне                                                                              |           |                 |                        |                     |
| 12 | Саїнська сільська рада      | с. Саїнка       | с. Саїнка с. Вівчарня                                                                              |           |                 |                        |                     |
| 13 | Сокільська сільська рада    | с. Сокіл        | с. Сокіл                                                                                           | 8,3       |                 | 1342                   |                     |
| 14 | Шендерівська сільська рада  | с. Шендерівка   | с. Шендерівка с. Дубина                                                                            |           |                 |                        |                     |

Скорочення: м. — місто, с. — село, смт — селище міського типу, с-ще — селище